# Euchlaena tiviaria
Euchlaena tiviaria är en fjärilsart som beskrevs av Walker 1860. Euchlaena tiviaria ingår i släktet Euchlaena och familjen mätare. Inga underarter finns listade i Catalogue of Life.